# 3666 Holman
3666 Holman è un asteroide della fascia principale del diametro medio di circa 23,85 km. Scoperto nel 1979, presenta un'orbita caratterizzata da un semiasse maggiore pari a 3,1243834 UA e da un'eccentricità di 0,1217869, inclinata di 2,35899° rispetto all'eclittica.
L'asteroide è dedicato all'astrofisico statunitense Matthew Holman.